# All Tomorrow's Parties
All Tomorrow's Parties (ATP) is een muziekfestival in Engeland in Minehead, Somerset, vernoemd naar het nummer All Tomorrow's Parties van The Velvet Underground. Het festival concentreert zich voornamelijk op avant-garde popmuziek en stelt per editie een bekende artiest of band als externe curator aan die geen commercieel belang heeft over de opbrengsten van het festival, waarmee een neutrale anti-commerciële insteek wordt nagestreefd. Het festival bestaat uit twee weekenden: één samengesteld door de curerende artiest en het weekend voorafgaand een programma samengesteld door de organisatie zelf, samen met de bezoekers zelf die aanvragen mogen indienen. Curatoren in het verleden waren Matt Groening, Shellac, Blonde Redhead, Mogwai, Sonic Youth, My Bloody Valentine, Tortoise, Pitchfork Media en Vincent Gallo.
De oorspronkelijke editie vindt plaats in mei en trekt ongeveer 40.000 bezoekers, gevolgd door een editie in december. Er vinden naast de festivals in Minehead ook edities plaats in New York en Australië. Op het Primavera Sound festival heeft ATP een vaste programmeringsplaats met een zogenoemd ATP-podium. De festivals vinden ongeveer in dezelfde tijd van het jaar plaats en zodoende treden veel van de bands die in Minehead spelen een week later op op Primavera. 
Vincent Moon maakte, in opdracht van Warp Films, twee documentaires over een tweetal edities, de mei 2007-editie van Minehead en de december 2008-editie van New York. In 2009 kwam er tevens een verzameldocumentaire uit vanwege het tienjarig bestaan van het festival. Deze film werd uitgegeven door Warp Records en bevatte naast de beelden van Moon ook beelden van onder andere Reuben Sutherland.